# Adventureland (pel·lícula de 2009)
Aventureland és una pel·lícula d'humor que es va estrenar el 3 d'abril del 2009; està escrita i dirigida per Greg Mottola. Els actors principals són Jesse Eisenberg, Kristen Stewart, Ryan Reynolds, Martin Starr, Bill Hader, i Kristen Wiig.

## Argument
És l'estiu de 1987 i James Brennan (Eisenberg) s'acaba de graduar a l'escola Oberlin. James té moltes ganes d'embarcar-se en la gira dels seus somnis per Europa quan de cop i volta anuncien els seus pares (Wendie Malick i Jack Gilpin) que no podran subvencionar el viatge. Així que es veu forçat a prendre una feina a Adventureland, un parc local, on està decebut, ja que només ha de vigilar i treballar en les casetes del parc. Però, poc després, James, comença una relació amb la seva ajudant, i, finalment s'adona que aquell estiu no acabarà sent tan desastrós com s'esperava.

## Producció
Adventureland es va filmar a Pittsburgh, Pennsilvània el 2007, amb la majoria de les escenes filmades a Kennywood, un parc històric a West Mifflin, pròxim a Pennsilvània.

## Música

### Llista de cançons
1. Satellite of Love de Lou Reed
2. Modern Love de David Bowie
3. I'm in Love with a Girl de Big Star
4. Just Like Heaven de The Cure
5. Rock Me Amadeus de Falco
6. Don't Change de Inxs
7. Your Love de The Outfield
8. Don't Dream It's Over de Crowded House
9. Looking for a Kiss de The New York Dolls
10. Don't Want to Know if You Are Lonely de Husker Du
11. Unsatisfied deThe Replacements
12. Pale Blue Eyes de The Velvet Underground
13. Farewell Adventureland de Yo La Tengo
14. Adventureland Theme Song de Brian Kenney

## Repartiment
| Actor/actriu original | Personatge fictici  |
| --------------------- | ------------------- |
| Jesse Eisenberg       | James Brennan       |
| Kristen Stewart       | Emily "Em" Lewin    |
| Ryan Reynolds         | Mike Connell        |
| Martin Starr          | Joel                |
| Bill Hader            | Bobby               |
| Kristen Wiig          | Paulette            |
| Margarita Levieva     | Lisa P              |
| Mark Miller           | Treballador de Jocs |
| Mary Birdsong         | Francie             |
| Paige Howard          | Demandar O'Malley   |